# Campeonato Europeo de Karate de 2018
El LIII Campeonato Europeo de Karate se celebró en Novi Sad (Serbia) entre el 10 y el 13 de mayo de 2018 bajo la organización de la Federación Europea de Karate (EKF) y la Federación Serbia de Karate.
Las competiciones se realizaron en el Centro Deportivo SPENS de la ciudad serbia.

## Medallistas

### Masculino
| Evento                     | Oro | Plata | Bronce |
| -------------------------- | --- | --- | --- |
| Kumite –60 kg (12.05)      | Emil Pavlov Macedonia del Norte                                                                        | Angelo Crescenzo · Italia | Yevgueni Plajutin · Rusia · Kalvis Kalniņš · Letonia |
| Kumite –67 kg (12.05)      | Burak Uygur Turquía                                                                                    | Stefan Joksić Serbia | Stefan Pokorny · Austria · Yves Martial Tadissi · Hungría |
| Kumite –75 kg (12.05)      | Rafael Ağayev Azerbaiyán                                                                               | Gábor Hárspataki · Hungría | Stanislav Horuna · Ucrania · Luigi Busa · Italia |
| Kumite –84 kg (12.05)      | Michele Martina · Italia                                                                               | Ivan Kvesić · Croacia | Hélio Hernandez Portugal Uğur Aktaş Turquía |
| Kumite +84 kg (12.05)      | Ivan Klepić Bosnia y Herzegovina                                                                       | Şahin Atamov Azerbaiyán | Tyron-Darnell Lardy · Países Bajos · Goguita Arkania · Georgia |
| Kumite por equipos (13.05) | Turquía Ridvan Kaptan Erman Eltemur Uğur Aktaş Burak Uygur Alpaslan Yamanoğlu Ömer Kemaloğlu Samed Gök | España · Pablo Arenas Zapata · Samy Ennkhaili Anqoud · Rodrigo Ibáñez Sáenz-Torre · Raúl Cuerva Mora · Babacar Seck · Jagoba Vizuete Fernández · Alejandro Molina Arencón | Ucrania · Ryzvan Talibov · Kostiantyn Tsymbal · Stanislav Horuna · Andri Toroshanko · Ihor Uhnich · Valeri Chobotar · Olexandr Grevtsov Serbia · Dejan Cvrkota · Nteros Anastasios · Slobodan Bitević · Nikola Jovanović · Stefan Joksić · Uroš Mijalković · Vladimir Brežančić |
| Kata individual (12.05)    | Damián Quintero Capdevila · España                                                                     | Ali Sofuoğlu Turquía | Roman Heydərov · Azerbaiyán · Mattia Busato · Italia |
| Kata por equipos (13.05)   | España · Francisco Salazar Jover · José Manuel Carbonell López · Sergio Galán López                    | Rusia · Maxim Xenofontov · Mehman Rzayev · Emil Skovorodnikov | Italia · Gianluca Gallo · Alessandro Iodice · Giuseppe Panagia Turquía · Kutluhan Duran · Emre Vefa Göktaş · Ali Sofuoğlu |

### Femenino
| Evento                     | Oro                                                                          | Plata                                                                    | Bronce |
| -------------------------- | ---------------------------------------------------------------------------- | ------------------------------------------------------------------------ | --- |
| Kumite –50 kg (12.05)      | Serap Özçelik Turquía                                                        | Bettina Plank · Austria                                                  | Nuranə Əliyeva Azerbaiyán Alexandra Recchia Francia |
| Kumite –55 kg (12.05)      | Anzhelika Terliuha · Ucrania                                                 | Alesandra Hasani · Croacia                                               | Sara Cardin · Italia · Tuba Yakan · Turquía |
| Kumite –61 kg (12.05)      | Lucie Ignace Francia                                                         | Anita Serohina · Ucrania                                                 | Tjaša Ristič Eslovenia Merve Çoban Turquía |
| Kumite –68 kg (12.05)      | Elena Quirici · Suiza                                                        | İrina Zaretska Azerbaiyán                                                | Silvia Semeraro · Italia · Ivona Ćavar · Bosnia y Herzegovina                                                                                                   |
| Kumite +68 kg (12.05)      | Ann-Laure Florentin Francia                                                  | Eleni Jatziliadu · Grecia                                                | Laura Palacio González · España · Ana Marija Bujas-Čelan · Croacia                                                                                              |
| Kumite por equipos (12.05) | Suiza · Noémie Kornfeld · Nina Radjenovic · Ramona Brüderlin · Elena Quirici | Italia · Clio Ferracuti · Laura Pasqua · Sara Cardin · Silvia Semeraro   | Francia · Léa Avazeri · Gwendoline Philippe · Nancy Garcia · Sophia Bouderbane Croacia · Alessandra Hasani · Ana Marija Bujas-Čelan · Ana Lenard · Marina Barač |
| Kata individual (12.05)    | Sandra Sánchez Jaime · España                                                | Viviana Bottaro · Italia                                                 | Dilara Eltemur · Turquía · Dorota Balciarová · Eslovaquia |
| Kata por equipos (13.05)   | Italia · Sara Battaglia · Michela Pezzetti · Terryana D'Onofrio              | España · Marta García Lozano · Lidia Rodríguez Encabo · Raquel Roy Rubio | Francia Marie Bui Lila Bui Jessica Hugues Turquía Dilara Eltemur Rabia Küsmüş Gizem Sofuoğlu                                                                    |

## Medallero
| Núm. | País                 | Oro | Plata | Bronce | Total |
| ---- | -------------------- | --- | ----- | ------ | ----- |
| 1    | España               | 3   | 2     | 1      | 6     |
| 2    | Turquía              | 3   | 1     | 6      | 10    |
| 3    | Italia               | 2   | 3     | 5      | 10    |
| 4    | Francia              | 2   | 0     | 3      | 5     |
| 5    | Suiza                | 2   | 0     | 0      | 2     |
| 6    | Azerbaiyán           | 1   | 2     | 2      | 5     |
| 7    | Ucrania              | 1   | 1     | 2      | 4     |
| 8    | Bosnia y Herzegovina | 1   | 0     | 1      | 2     |
| 9    | Macedonia del Norte  | 1   | 0     | 0      | 1     |
| 10   | Croacia              | 0   | 2     | 2      | 4     |
| 11   | Austria              | 0   | 1     | 1      | 2     |
| 11   | Hungría              | 0   | 1     | 1      | 2     |
| 11   | Rusia                | 0   | 1     | 1      | 2     |
| 11   | Serbia               | 0   | 1     | 1      | 2     |
| 15   | Grecia               | 0   | 1     | 0      | 1     |
| 16   | Eslovaquia           | 0   | 0     | 1      | 1     |
| 16   | Eslovenia            | 0   | 0     | 1      | 1     |
| 16   | Georgia              | 0   | 0     | 1      | 1     |
| 16   | Letonia              | 0   | 0     | 1      | 1     |
| 16   | Países Bajos         | 0   | 0     | 1      | 1     |
| 16   | Portugal             | 0   | 0     | 1      | 1     |
|      | TOTAL                | 16  | 16    | 32     | 64    |